# Macrotus
Macrotus é um gênero de morcegos da família Phyllostomidae. O gênero possui duas espécies, Macrotus californicus e Macrotus waterhousii, que ocorrem no sudoeste dos Estados Unidos, no México, Belize, e Guatemala.  O gênero também está presente no Caribe, em Cuba, nas Bahamas, na ilha de São Domingos (República Dominicana e Haiti), nas ilhas Cayman e na Jamaica. As duas espécies possuem orelhas compridas e folha nasal triangular. São morcegos insetívoros.

## Taxonomia e evolução
O gênero Macrotus era tradicionalmente classifcado na subfamília Phyllostominae, sendo classificado por alguns autores na tribo Micronycterini junto com gêneros como Micronycetris, Trinycteris e Glyphonycteris. Estudos moleculares, entretanto, demonstraram que Phyllostominae é um grupo polifilético e que muitas características morfológicas que uniam as espécies do grupo, como orelhas compridas e molares dilambdodontes são características primitivas em Phyllostomidae. Na maioria das filogenias moleculares Macrotus é recuperado como grupo-irmão dos demais filostomídeos, e por esse motivo é classificado em uma subfamília à parte.
Apenas uma espécie, Macrotus waterhousii, com até sete subespécies, era tradicionalmente reconhecida para o gênero. Entretanto, com base principalmente em características cariotípicas, duas espécies foram reconhecidas para Macrotus, M. californicus e M. waterhousii.

## Espécies
- Macrotus californicus Baird, 1858
- Macrotus waterhousii Fray, 1843

- Referências

1. ↑  «Macrotus waterhousii (Waterhouse's Leaf-nosed Bat)». www.iucnredlist.org. Consultado em 27 de abril de 2017
2. ↑  «Macrotus californicus (California Leaf-nosed Bat, Californian Leaf-nosed Bat)». www.iucnredlist.org. Consultado em 27 de abril de 2017
3. 1 2  Anderson, Sidney (1969). «Macrotus waterhousii». Mammalian species
4. ↑  Wetterer, Andrea L.; Rockman, Matthew V.; Simmons, Nancy B. (1 de março de 2000). «Phylogeny of phyllostomid bats (mammalia: chiroptera): data from diverse morphological systems, sex chromosomes, and restriction sites». Bulletin of the American Museum of Natural History: 1–200. ISSN 0003-0090. doi:10.1206/0003-0090(2000)2482.0.CO;2
5. ↑  Dávalos, Liliana M.; Cirranello, Andrea L.; Geisler, Jonathan H.; Simmons, Nancy B. (1 de novembro de 2012). «Understanding phylogenetic incongruence: lessons from phyllostomid bats». Biological Reviews (em inglês). 87 (4): 991–1024. ISSN 1469-185X. PMID 22891620. doi:10.1111/j.1469-185X.2012.00240.x
6. ↑  Baker, Robert J.; Solari, Sergio; Cirranello, Andrea; Simmons, Nancy B. (1 de junho de 2016). «Higher Level Classification of Phyllostomid Bats with a Summary of DNA Synapomorphies». Acta Chiropterologica. 18 (1): 1–38. ISSN 1508-1109. doi:10.3161/15081109ACC2016.18.1.001
7. ↑  Davis, B. L.; Baker, R. J. (1 de março de 1974). «Morphometrics, Evolution, and Cytotaxonomy of Mainland Bats of the Genus Macrotus (Chiroptera: Phyllostomatidae)». Systematic Biology (em inglês). 23 (1): 26–39. ISSN 1063-5157. doi:10.1093/sysbio/23.1.26